# 1919 w filmie
Wydarzenia filmowe w 1919 roku.

## Wydarzenia
- 17 kwietnia – Charlie Chaplin, Mary Pickford, Douglas Fairbanks i David Wark Griffith założyli w USA towarzystwo produkcji i dystrybucji United Artists.
- 1 września – w Moskwie powstała pierwsza na świecie państwowa szkoła kinematografii, Goskinszkoła.

## Premiery

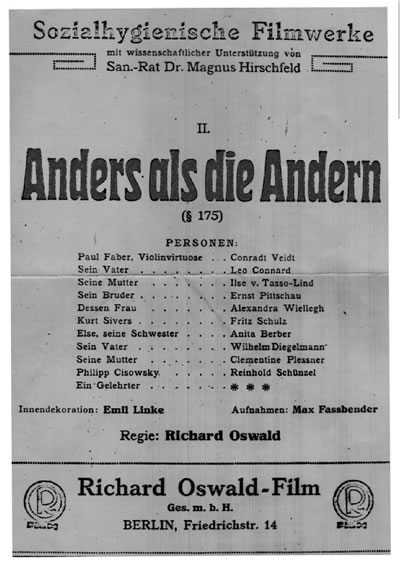
Afisz filmu Inaczej niż inni

### Filmy polskie
- 1 stycznia – Carewicz
- luty – Kobieta, która widziała śmierć
- luty – Panna po wojnie
- 25 września – Blanc et noir
- 17 października – Krysta
- Dla szczęścia
- Droga do upadku, czyli w nawiasach życia
- Lokaj
- Tamara

### Filmy zagraniczne
- 13 maja w Nowym Jorku – Złamana lilia (Broken Blossoms, or the Yellow Man and the Girl, USA) – reżyseria i scenariusz: David Wark Griffith, wykonawcy: Lillian Gish, Richard Barthelmess, Donald Crisp.
- 28 maja – Inaczej niż inni (Anders als die Andern, Niemcy) – reżyseria: Richard Oswald.
- 3 sierpnia – A Jazzed Honeymoon (Stany Zjednoczone), reżyseria: Hal Roach, scenariusz: H.M. Walker, wykonawcy: Harold Lloyd.
- 22 września – Skarb rodu Arne (Herr Arnes pengar, Szwecja) – reżyseria: Mauritz Stiller, scenariusz: Gustaf Molander i Mauritz Stiller, wykonawcy: Richard Lund, Mary Johnson, Axel Nilsson.
- 23 listopada – Kaprysy losu (Male and Female, Stany Zjednoczone), reżyseria: Cecil B. DeMille, wykonawcy: Gloria Swanson, Eddi Sutherland, Thomas Meighan i Lia Lee.
- Just Neighbors

## Urodzili się
- 1 stycznia – Carole Landis, aktorka (zm. 1948)
- 1 stycznia – Jan Krzywdziak, aktor (zm. 2016)
- 3 stycznia – Ziuta Kryniczanka, aktorka (zm. 1948)
- 13 stycznia – Robert Stack, aktor (zm. 2003)
- 21 stycznia – Jinx Falkenburg, modelka, aktorka (zm. 2003)
- 23 stycznia – Ernie Kovacs, aktor komediowy (zm. 1962)
- 5 lutego – Red Buttons, aktor (zm. 2006)
- 11 lutego – Eva Gabor, aktorka (zm. 1995)
- 18 lutego – Jack Palance, aktor (zm. 2006)
- 2 marca – Jennifer Jones, amerykańska aktorka (zm. 2009)
- 29 marca – Eileen Heckart, aktorka (zm. 2001)
- 13 kwietnia – Howard Keel, aktor (zm. 2004
- 29 kwietnia – Celeste Holm, aktorka (zm. 2012)
- 8 maja – Lex Barker, aktor (zm. 1973)
- 23 maja – Betty Garrett, aktorka (zm. 2011)
- 12 czerwca – Uta Hagen, amerykańska aktorka (zm. 2004)
- 14 czerwca – Sam Wanamaker, reżyser, aktor (zm. 1993)
- 29 czerwca – Slim Pickens, aktor (zm. 1983)
- 7 lipca – Jon Pertwee, aktor (zm. 1996)
- 26 lipca – Virginia Gilmore, aktorka (zm. 1986)
- 2 sierpnia – Nehemiah Persoff, aktor (zm. 2022)
- 8 sierpnia – Dino De Laurentiis, producent (zm. 2010)
- 30 sierpnia – Ryszarda Hanin, polska aktorka (zm. 1994)
- 18 września – Diana Lewis, aktorka (zm. 1997)
- 25 września – Stanisław Hadyna, polski kompozytor i scenarzysta (zm. 1999)
- 26 września – Barbara Britton, aktorka (zm. 1980)
- 27 września – Jayne Meadows, amerykańska aktorka (zm. 2015)
- 5 października – Donald Pleasence, aktor (zm. 1995)
- 6 października – Barbara Fijewska, aktorka (zm. 2005)
- 13 listopada – Mary Beth Hughes, aktorka (zm. 1995)
- 15 listopada – Nova Pilbeam, aktorka (zm. 2015)
- 16 listopada – Natan Gross, izraelski reżyser (zm. 2005)
- 18 listopada – Jocelyn Brando, amerykańska aktorka (zm. 2005)
- 21 grudnia – Ove Sprogøe, duński aktor (zm. 2004)